# El vuelo del dragón
El vuelo del dragón (en inglés: Dragonflight;) es una novela de ciencia ficción y aventura estadounidense, escrita por Anne McCaffrey y publicada por Ballantine Books en julio de 1968. En español fue publicada por primera vez en 1977 por la editorial Acervo. Es el primer libro de la premiada saga de Los jinetes de dragones de Pern.
La primera parte de la novela apareció originalmente como dos novelas cortas independientes, Weyr Search y Dragonrider, publicadas ambas en la revista de ciencia ficción estadounidense Astounding Science Fiction en octubre y diciembre de 1967 respectivamente. Weyr Search recibió en 1968 el premio Hugo a la mejor novela corta y fue nominada al premio Nébula de 1967 en la misma categoría, mientras que Dragonrider se hizo con el premio Nébula a la mejor novela corta de 1968 consiguiendo además una nominación para el Hugo de 1969. Ambas novelas cortas han sido traducidas al español bajo el mismo título que comparten con la novela.

## Argumento
El planeta Pern ha sido colonizado por los hombres. En un lugar inhóspito de su geografía, Lessa (la única superviviente de la última dinastía) vive escondida esperando vengar la muerte de sus familiares. Todo cambia cuando hasta el lugar llegan los Jinetes de Dragones, antiguos encargados de la seguridad del planeta, que buscan una nueva reina.
Lessa se casará con F'lar, un jinete de dragón. Y se convertirán en los líderes de los jinetes de dragones, cuya responsabilidad es proteger a Pern de las hebras, una especie de sustancia orgánica que cae cada 200 años en el planeta y destruye todo. Cuando las hebras comienzan a caer y Lessa se da cuenta de que es imposible detenerlas decidirá viajar al pasado con su dragona reina para pedir ayuda a los jinetes de dragones de hace 400 años y así acabar con las hebras.